# Phyllomys
Genre
Phyllomys est un genre de rongeurs de la sous-famille des Echimyinae. Il regroupe des rats épineux arboricoles d'Amérique du Sud, tous endémiques du Brésil.
Sa taxinomie a fait l'objet d'une révision par Louise Emmons en 2005 qui confirme la classification dans ce genre des espèces citées par MSW et ITIS.
Ce genre a été décrit pour la première fois en 1839 par le zoologiste danois Peter Wilhelm Lund (1801-1880). 
Synonyme invalide : Loncheres Lichtenstein, 1820

## Liste d'espèces
Selon Mammal Species of the World (version 3, 2005)  (21 sept. 2012) et ITIS (21 sept. 2012) :
- Phyllomys blainvillii (Jourdan, 1837)
- Phyllomys brasiliensis Lund, 1840
- Phyllomys dasythrix Hensel, 1872
- Phyllomys kerri (Moojen, 1950)
- Phyllomys lamarum (Thomas, 1916)
- Phyllomys lundi Leite, 2003
- Phyllomys mantiqueirensis Leite, 2003
- Phyllomys medius (Thomas, 1909)
- Phyllomys nigrispinus (Wagner, 1842)
- Phyllomys pattoni Emmons, Leite, Kock & Costa, 2002
- Phyllomys thomasi (Ihering, 1871)
- Phyllomys unicolor (Wagner, 1842)